# I Hydrae
Cet article porte sur l'étoile I (« i » majuscule) Hydrae. Ne doit pas être confondu avec l (« L » minuscule) Hydrae, ni avec ι (iota) Hydrae.
Désignations
I Hydrae (en abrégé I Hya) est une étoile de la constellation de l'Hydre. Elle est visible à l'œil nu avec une magnitude apparente de 4,76. L'étoile présente une parallaxe annuelle de 5,94 mas mesurée par le satellite Gaia, ce qui indique qu'elle est distante d'environ 168,5 pc (∼550 al) de la Terre. Elle s'en éloigne à une vitesse radiale héliocentrique de +16 km/s.
I Hydrae est une étoile bleu-blanc de la séquence principale de type spectral B5 V. C'est une étoile Be connue depuis 1926, où une raie en émission Hβ a été découverte dans son spectre à l'observatoire du Mont Wilson. Cette raie en émission vient d'une enveloppe circumstellaire de gaz chauds qui ont été expulsés de l'étoile centrale en raison de sa rotation rapide, et qui ont formé un disque fin en orbite. I Hydrae tourne en effet sur elle-même à une vitesse de rotation projetée de 315 km/s, ce qui lui donne une forme aplatie avec un rayon équatorial qu'on estime être 18 % plus grand que son rayon polaire.
L'étoile est 4,6 fois plus massive que le Soleil et son rayon est quatre fois plus grand que le rayon solaire. Elle est 708 fois plus lumineuse que le Soleil et sa température de surface est de 15 000 K.
I Hydrae possède un compagnon recensé dans les catalogues d'étoiles doubles et multiples. Il s'agit d'une étoile de magnitude 10,96 qui était située à une distance angulaire de 51,8 secondes d'arc et à un angle de position de 293° de l'étoile primaire en 2010. Elle apparaît n'être qu'un compagnon purement optique.